# Marc Polmans
Marc Polmans (Amanzimtoti, 2 maggio 1997) è un tennista australiano di origini sudafricane.
I suoi migliori ranking ATP sono stati il 116º posto in singolare nell'ottobre 2020 e il 68º in doppio nell'ottobre 2017. Ha vinto in carriera diversi titoli nei circuiti minori in entrambe le specialità e ha raggiunto la semifinale in doppio agli Australian Open 2017. Nel 2015 ha vinto il torneo di doppio ragazzi agli Australian Open in coppia con Jake Delaney.

## Carriera
Polmans diventa professionista nel 2015 e quello stesso anno vince il doppio agli Australian Open in coppia con il connazionale Jake Delaney nella categoria ragazzi, battendo in finale Hubert Hurkacz e Alex Molčan in tre set.
Nel 2017 arriva in semifinale in coppia con Andrew Whittington nel torneo di doppio degli Australian Open e vengono sconfitti dai futuri vincitori Henri Kontinen e John Peers.
Nel 2018 sfiora la qualificazione al tabellone principale degli US Open, dove viene eliminato all'ultimo turno da Ugo Humbert, e vince il suo primo torneo Challenger in singolare a Launceston.
La prima partecipazione a un torneo del Grande Slam si verifica l'anno seguente agli Australian Open grazie a una wild card, e dopo aver vinto i primi due set viene eliminato al primo turno da Denis Kudla. Sempre nel 2019 vince il Traralgon Challenger e l'International Challenger Zhangjiagang in singolare e i tornei Challenger di Gatineau e di Ningbo in doppio.
All'Australian Open 2020 ottiene la prima vittoria in singolare in un torneo del Grande Slam battendo in cinque set Michail Kukuškin, e al turno seguente viene eliminato da Dušan Lajović. Nel torneo di doppio si spinge fino ai quarti di finale in coppia con James Duckworth. Torna a mettersi in luce a fine settembre, dopo la lunga pausa del tennis mondiale per la pandemia di COVID-19, superando le qualificazioni al Roland Garros e battendo al primo turno il nº 38 ATP Ugo Humbert, viene quindi eliminato da Cristian Garín in 4 set dopo aver vinto il primo. Con questo risultato porta il best ranking alla 116ª posizione.
Sconfitto al primo turno in singolare nei primi 9 tornei del 2021, in doppio raggiunge il terzo turno agli Australian Open e a maggio vince due Challenger consecutivi a Ostrava e Praga in coppia con Serhij Stachovs'kyj. Il mese successivo vince in doppio anche il Challenger 125 di Nottingham II assieme a Matt Reid. Supera per la prima volta le qualificazioni in singolare a Wimbledon, vince anche l'incontro di primo turno e al secondo viene di nuovo eliminato da Garin. A fine luglio raggiunge la semifinale in doppio all'ATP di Kitzbühel
Inizia la stagione 2022 senza risultati di grande rilievo; dopo i Challenger giocati a febbraio a Bangalore resta lontano dalle competizioni per sei mesi e rientra ad agosto, ritrovandosi oltre la 600ª posizione nel ranking. Vince l'unico titolo della stagione in ottobre nel torneo di doppio al Challenger 125 di Pusan in coppia con Max Purcell. Il mese dopo torna a giocare una finale in singolare dopo oltre tre anni al Challenger di Sydney e viene sconfitto da Hsu Yu-hsiou.
Eliminato al secondo turno in doppio agli Australian Open 2023, raggiunge la semifinale in doppio misto in coppia con Olivia Gadecki. A febbraio vince il doppio al Burnie International in coppia con Purcell e il mese dopo vince un torneo ITF in singolare. A maggio rientra nella top 200 in singolare con la semifinale raggiunta in un Challenger coreano. Esce nel turno decisivo delle qualificazioni sia a Wimbledon che agli US Open. Perde le finali Challenger di singolare in settembre a Canton, con cui risale alla 140ª posizione, e in novembre a Sydney. Assieme a Gadecki gioca la seconda semifinale consecutiva agli Australian Open 2024. Nel corso della stagione gioca due soli incontri in singolare nei tabelloni ATP e li perde entrambi, mentre nei Challenger disputa due semifinali; già a maggio esce dalla top 200 e a fine anno esce anche dalla top 300. Nella prima metà del 2025 gioca nei tabelloni principali solo nei tornei ITF senza conseguire grandi risultati ed esce anche dalla top 400.

## Statistiche
Aggiornate al 18 marzo 2024.

### Tornei minori

#### Singolare

##### Vittorie (13)
| Legenda tornei minori |
| Challenger (3)        |
| ITF (10)              |

| N.  | Data              | Torneo                                              | Superficie  | Avversario in finale | Punteggio           |
| 1.  | 12 giugno 2016    | Mozambique F1, Maputo                               | Cemento     | Lloyd Harris         | 4-6, 6-2, 7-5       |
| 2.  | 19 giugno 2016    | Mozambique F2, Maputo                               | Cemento     | Jeremy Beale         | 6-1, 6-1            |
| 3.  | 3 luglio 2016     | Zimbabwe F2, Harare                                 | Cemento     | Lloyd Harris         | 6-2, 6-2            |
| 4.  | 25 settembre 2016 | Australia F5, Alice Springs                         | Cemento     | Jarmere Jenkins      | 6-1, 6(3)–7, 7–6(4) |
| 5.  | 19 marzo 2017     | Australia F2, Canberra                              | Terra rossa | Blake Mott           | 7–6(2), 3-6, 6-4    |
| 6.  | 26 marzo 2017     | Australia F3, Canberra                              | Terra rossa | Maverick Banes       | 6(5)–7, 7–6(1), 6-4 |
| 7.  | 11 febbraio 2018  | Launceston Tennis International, Launceston         | Cemento     | Bradley Mousley      | 6-2, 6-2            |
| 8.  | 4 marzo 2018      | Australia F1, Renmark                               | Erba        | Luke Saville         | 6-1, 6-4            |
| 9.  | 11 marzo 2018     | Australia F2, Mildura                               | Erba        | Thomas Fancutt       | 7–6(4), 6-3         |
| 10. | 25 marzo 2018     | Australia F3, Mornington                            | Terra rossa | Max Purcell          | 7–6(5), 6-2         |
| 11. | 24 marzo 2019     | International Challenger Zhangjiagang, Zhangjiagang | Cemento     | Lorenzo Giustino     | 6-4, 4-6, 7–6(4)    |
| 12. | 27 ottobre 2019   | Traralgon Challenger, Traralgon                     | Cemento     | Andrew Harris        | 7-5, 6-3            |
| 13. | 19 marzo 2023     | M25 Canberra, Canberra                              | Terra       | Tatsuma Itō          | 6-0, 4-6, 6-4       |

##### Sconfitte (13)
| N.  | Data              | Torneo                                     | Superficie  | Avversario in finale | Punteggio        |
| 1.  | 26 giugno 2016    | Zimbabwe F1, Harare                        | Cemento     | Benjamin Lock        | 7-5, 6(5)–7, 5-7 |
| 2.  | 31 luglio 2016    | USA F25, Edwardsville                      | Cemento     | Tennys Sandgren      | 6(4)–7, 6-1, 3-6 |
| 3.  | 7 agosto 2016     | USA F26, Decatur                           | Cemento     | Roberto Quiroz       | 0-6, 6-3, 6(6)–7 |
| 4.  | 2 ottobre 2016    | Australia F6, Brisbane                     | Cemento     | Jarmere Jenkins      | 1-6, 5-7         |
| 5.  | 6 novembre 2016   | Canberra Tennis International, Canberra    | Cemento     | James Duckworth      | 5-7, 3-6         |
| 6.  | 7 maggio 2017     | Italy F11, Pula                            | Terra rossa | Adrian Bodmer        | 3-6, 2-6         |
| 7.  | 1 aprile 2018     | Australia F3, Mornington                   | Terra rossa | Max Purcell          | 5-7, 4-6         |
| 8.  | 29 aprile 2018    | Tallahassee Tennis Challenger, Tallahassee | Terra verde | Noah Rubin           | 2-6, 6-3, 4-6    |
| 9.  | 7 ottobre 2018    | Stockton Challenger, Stockton              | Cemento     | Lloyd Harris         | 2-6, 2-6         |
| 10. | 22 settembre 2019 | OEC Kaohsiung, Taipei                      | Cemento (i) | John Millman         | 4-6, 2-6         |
| 11. | 6 novembre 2022   | NSW Open, Sydney                           | Cemento     | Hsu Yu-hsiou         | 4-6, 6(5)–7      |
| 12. | 16 settembre 2023 | ATP Challenger Guangzhou, Canton           | Cemento     | Térence Atmane       | 6-4, 6(7)-7, 4-6 |
| 13. | 5 novembre 2023   | NSW Open, Sydney                           | Cemento     | Tarō Daniel          | 2-6, 4-6         |

#### Doppio

##### Vittorie (20)
| Legenda tornei minori |
| Challenger (8)        |
| ITF (12)              |

| N.  | Data              | Torneo                           | Superficie  | Compagno            | Avversari in finale                 | Punteggio            |
| 1.  | 16 novembre 2014  | Australia F9, Wollongong         | Cemento     | Steven de Waard     | Mitchell Krueger Andrew Whittington | 7–6(2), 7–6(2)       |
| 2.  | 5 aprile 2015     | Australia F5, Mornington         | Terra rossa | Steven de Waard     | Matthew Barton Peter Torebko        | 7–6(6), 6-1          |
| 3.  | 31 maggio 2015    | Italy F11, Lecco                 | Terra rossa | Peter Luczak        | David Pel Maxime Tabatruong         | 6-4, 6-2             |
| 4.  | 19 luglio 2015    | Belgium F6, Knokke-Heist         | Terra rossa | Steven de Waard     | Maverick Banes Jacob Grills         | 5-7 7–6(2), [10-5]   |
| 5.  | 18 ottobre 2015   | Australia F8, Toowoomba          | Cemento     | Steven de Waard     | Jake Delaney Max Purcell            | 6-4, 6-3             |
| 6.  | 25 ottobre 2015   | Australia F9, Brisbane           | Cemento     | Steven de Waard     | Thomas Fancutt Darren Polkinghorne  | 6-0, 6-1             |
| 7.  | 22 novembre 2015  | Australia F11, Wollongong        | Cemento     | Steven de Waard     | Ashley Fisher Dayne Kelly           | 6-2, 4-6, [10-7]     |
| 8.  | 6 marzo 2016      | Australia F2, Mildura            | Erba        | Steven de Waard     | Alex Bolt Andrew Whittington        | 6-3, 6(9)–7, [10-6]  |
| 9.  | 27 marzo 2016     | Australia F4, Mornington         | Terra rossa | Steven de Waard     | Bradley Mousley Gavin van Peperzeel | 6-2, 6-3             |
| 10. | 25 settembre 2016 | Australia F5, Alice Springs      | Cemento     | Luke Saville        | Thomas Fancutt Calum Puttergill     | 6-1, 6-2             |
| 11. | 16 ottobre 2016   | Australia F8, Cairns             | Cemento     | Luke Saville        | Nathan Pasha Darren Polkinghorne    | 4-6, 6-3, [10-7]     |
| 12. | 26 marzo 2017     | Australia F3, Canberra           | Terra rossa | Bradley Mousley     | Steven de Waard Scott Puodziunas    | 6-4, 7–6(4)          |
| 13. | 28 ottobre 2018   | Traralgon Challenger, Traralgon  | Cemento     | Jeremy Beale        | Max Purcell Luke Saville            | 6-2, 6-4             |
| 14. | 21 luglio 2019    | Challenger de Gatineau, Gatineau | Cemento     | Alex Lawson         | Hans Hach Dennis Novikov            | 6-4, 3-6, [10-7]     |
| 15. | 21 ottobre 2019   | Ningbo Challenger, Ningbo        | Cemento     | Andrew Harris       | Alex Bolt Matt Reid                 | 6-0, 6-1             |
| 16. | 2 maggio 2021     | Ostrava Open Challenger, Ostrava | Terra rossa | Serhij Stachovs'kyj | Andrew Paulson Patrik Rikl          | 7–6(4), 3-6, [10-7]  |
| 17. | 9 maggio 2021     | I. ČLTK Prague Open, Praga       | Terra rossa | Serhij Stachovs'kyj | Ivan Sabanov Matej Sabanov          | 6-3, 6-4             |
| 18. | 20 giugno 2021    | Nottingham Open II, Nottingham   | Terra rossa | Matt Reid           | Benjamin Bonzi Antoine Hoang        | 6-4, 4-6, [10-8]     |
| 19. | 23 ottobre 2022   | Busan Open Challenger, Pusan     | Cemento     | Max Purcell         | Song Min-kyu Nam Ji-sung            | 6(5)–7, 6-2, [12-10] |
| 20. | 4 febbraio 2023   | Burnie International, Burnie     | Cemento     | Max Purcell         | Luke Saville Tristan Schoolkate     | 7–6(4), 6-4          |

##### Sconfitte (9)
| N. | Data              | Torneo                                       | Superficie  | Compagno         | Avversari in finale                | Punteggio           |
| 1. | 29 marzo 2015     | Australia F4, Melbourne                      | Terra rossa | Steven de Waard  | Jordan Thompson Andrew Whittington | 2-6, 6(5)–7         |
| 2. | 15 novembre 2015  | Australia F10, Wollongong                    | Cemento     | Steven de Waard  | Maverick Banes Finn Tearney        | 7–6(6), 5-7, [6-10] |
| 3. | 28 febbraio 2016  | Australia F1, Port Pirie                     | Cemento     | Rubin Statham    | Alex Bolt Andrew Whittington       | 6(1)–7, 3-6         |
| 4. | 1º maggio 2016    | Tallahassee Tennis Challenger, Tallahassee   | Terra verde | Peter Luczak     | Dennis Novikov Julio Peralta       | 6-3, 4-6, [10-12]   |
| 5. | 31 luglio 2016    | USA F25, Edwardsville                        | Cemento     | Luke Bambridge   | Connor Smith Jackson Withrow       | 3-6, 2-6            |
| 6. | 8 gennaio 2017    | Onkaparinga Challenger, Città di Onkaparinga | Cemento     | Steven de Waard  | Hans Podlipnik-Castillo Max Schnur | 6(5)–7, 6-4, [6-10] |
| 7. | 5 agosto 2018     | Lexington Challenger, Lexington              | Cemento     | Joris de Loore   | Robert Galloway Roberto Maytín     | 3-6, 1-6            |
| 8. | 19 agosto 2018    | Vancouver Open, Vancouver                    | Cemento     | Max Purcell      | Luke Bambridge Neal Skupski        | 6-4, 3-6, [6-10]    |
| 9. | 15 settembre 2019 | Shanghai Challenger, Shanghai                | Cemento     | Scott Puodziunas | Gao Xin Sun Fajing                 | 6-2, 4-6, [7-10]    |